# Gary Honey
Gary Honey (Melbourne, Australia, 26 de julio de 1959) es un atleta australiano retirado, especializado en la prueba de salto de longitud en la que llegó a ser subcampeón olímpico en 1984.

## Carrera deportiva
En los JJ. OO. de Los Ángeles 1984 ganó la medalla de plata en el salto de longitud, con un salto de 8.24 metros, tras el estadounidense Carl Lewis (oro con 8.54 m) y por delante del italiano Giovanni Evangelisti (bronce con 8.24 m).